# Zentralschweizer Alpen
Die Zentralschweizer Alpen sind die Alpen der Regionen Zentralschweiz und Glarus in den Kantonen Glarus und Uri in der Schweiz. Sie sind eine Untergruppe der Westalpen.
Nach Einteilung des Schweizer Alpen-Clubs grenzen sie westlich an die Berner- und Walliser Alpen, nördlich an die Zentralschweizer Voralpen, östlich an die Bündner Alpen und südlich an die Tessiner Alpen. Die Zentralschweizer Alpen sind in die Glarner Alpen, die Urner Alpen und das  Gotthardmassiv unterteilt.